# Sondereinsatzkommando Eichmann
Sondereinsatzkommando Eichmann (SEK) eller Eichmann-Kommando var en särskild enhet inom nazityska SS och stod under SS-Obersturmbannführer Adolf Eichmanns befäl. Sondereinsatzkommando Eichmann, som ägde bestånd från början av mars till den 28 september 1944, hade till uppgift att samla ihop och deportera ungerska judar till Auschwitz-Birkenau.
Nazityskland ockuperade Ungern den 19 mars 1944, och omedelbart infann sig Sondereinsatzkommando Eichmann i Budapest. Kommandoenheten bestod av omkring 200–300 man och leddes av Eichmanns mest erfarna och betrodda medarbetare, bland andra Franz Abromeit, Anton Brunner, Theodor Dannecker, Richard Hartenberger, Otto Hunsche, Hermann Krumey, Franz Novak, Siegfried Seidl och Dieter Wisliceny. När Nazityskland besatte Ungern, fanns det i landet cirka 750 000 judar. Tillsammans med den ungerska regeringen, ledd av premiärminister Döme Sztójay, tvingade Sondereinsatzkommando Eichmann in 437 000 judar i getton och deporterade dem sedan i omgångar till Auschwitz-Birkenau, där omkring tre fjärdedelar av dem gasades vid ankomsten. De högsta ansvariga för Auschwitz-Birkenau var vid denna tid Rudolf Höss, Richard Baer och Arthur Liebehenschel.
I slutet av augusti 1944 störtades regeringen Sztójay av anhängare till statschefen Miklós Horthy och generalen Géza Lakatos, och den senare utsågs till premiärminister. Från den 30 augusti förbjöd Lakatos deportationen av judar från Ungern. I mitten av oktober försökte Horthy driva ut tyskarna ur Ungern och enades om vapenstillestånd med de allierade. Tyskarna kidnappade då Horthys son och hotade att döda denne; Horthy tvingades att kapitulera. Den 15 oktober förövade det ultranationalistiska och antisemitiska Pilkorspartiet en statskupp, och ledaren Ferenc Szálasi grep makten. I och med detta återupptogs deportationerna av judar till Auschwitz-Birkenau. Kort innan slaget om Budapest inleddes i slutet av december 1944 flydde Eichmann och hans kommandostab från Ungern. Röda armén intog Budapest den 13 februari 1945.